# AXIS Flight Training Systems

Virtual Cockpit

Die AXIS Flight Training Systems GmbH mit Sitz in Lebring, Steiermark, ist ein Anbieter von Full Flight Simulatoren (FFS) für die zivile Luftfahrt und Europas größter Anbieter von Flugsimulatoren.
Das Unternehmen wurde 2004 von Ingenieuren und Piloten gegründet und ist ein mittelständisches Unternehmen mit 100 Mitarbeitern. Das Unternehmen gehört zur AXIS Simulation Holding GmbH (ASH), die 100 % der Anteile hält. AXIS hat mit Unterstützung der Österreichischen Forschungsförderungsgesellschaft (FFG) in Zusammenarbeit mit der Steirischen Wirtschaftsförderung (SFG) seinen ersten Vollflugsimulator für die Fokker 100 entwickelt. Im Juli 2008 erhielt dieser Simulator von der österreichischen Behörde AUSTRO CONTROL das FFS Level D-Zertifikat gemäß den Anforderungen von JAR-FSTD (A).
Neben dem Standort Lebring verfügt AXIS auch über Niederlassungen in Pécs, Ungarn und Montreal, Kanada.

## Angebot
AXIS stellt vollständige Flugsimulatoren (FFS) sowie Flugtrainingsgeräte (FTD) für alle Flugzeugtypen und -konfigurationen her, von Geschäftsflugzeugen über Turboprop-Pendlerflugzeuge wie die ATR 42/72 bis hin zu Passagierflugzeugen wie Airbus oder Boeing.

### Produkte
- Full Flight Simulators (FFS), qualifiziert bis Stufe D, für alle Arten von Flugzeugtypen, einschließlich:
  - Regionale Turboprops
  - Businessjets
  - Passagierjets
- Low-level Devices (LLD): Qualifiziert als Flugtrainingsgeräte (FTD) Level 1 oder 2 oder typspezifische Flat Panel Trainer (FPT). Die Geräte reichen von Touchscreen-basierten Simulatoren bis hin zu vollständig nachgebildeter Hardware.
- Virtual Procedure Trainers (VPT): Touchscreen-basierte Simulatoren
- Computerbasierte Trainer (CBT): Low-Level-Trainingsgeräte (z. B. für Avionik-Training)

## Dienstleistungen
- Schulung zur Bedienung der Simulatoren
- Wartung von Simulatoren inklusive Ersatzteilmanagement
- Online-Überwachung von Simulatoren

## Unternehmensgeschichte
AXIS Flight Training Systems wurde im Jahr 2004 gegründet. Im Jahr 2008 wurde der erste vollständige Flugsimulator (Fokker 100) erfolgreich an einen Kunden geliefert. Dieser wurde von Austro Control und der EASA gemäß den JAR-FSTD-Vorschriften qualifiziert. Zwei Jahre später, 2010, begann das Unternehmen mit der Entwicklung eines Full-Flight-Simulators der neuen Generation.
Im Jahr 2012 erhielt ein neuer Simulator des Typs ATR die EASA-Qualifikation. Gleichzeitig wurde das AVC-AXIS virtuelle Cockpit mit Touchscreen-Technologie eingeführt. Von 2013 bis 2014 erfolgte die erste Qualifizierung der Cessna Citation XLS, einem neuen Business-Jet-Typ. In dieser Zeit gewann AXIS auch seine ersten internationalen Kunden, darunter die University di Enna Kore in Italien und SimCom International in Orlando, Florida.
2015 erhielt AXIS erstmals die FAA-Zulassung für einen Simulator in den USA. Darüber hinaus lieferte das Unternehmen den ersten ATR42/72-Vollflugsimulator an ein Schulungszentrum in Österreich und nahm das technische Überwachungs- und Kontrollsystem (TMCS) in Betrieb. 2016 trat AXIS erfolgreich in den asiatischen Markt ein und gewann zwei neue Kunden. Zudem erhielt der ATR-72-500-Simulator die DGCA-Qualifikation der indischen Behörde.
Im Jahr 2017 übernahm die AXIS Simulation Holding GmbH (ASH) alle Geschäftsanteile des Unternehmens. In diesem Jahr setzte die Aviation Academy Austria den neuen AXIS FFS ein, um ATR600-Bediener auszubilden. Zudem baute AXIS einen FFS für Kunden in Südostasien. Im Jahr 2018 brachte AXIS eine neue Simulatorgeneration auf den Markt, die in den Bereichen Benutzerfreundlichkeit, Zuverlässigkeit, Wartbarkeit und Automatisierung Verbesserungen brachte. Auch die Entwicklung einer eigenen rehosted-Lösung wurde in diesem Jahr angestoßen. Zudem erhielt der ATR 72-600-Simulator die EASA-Qualifikation mit stimulierter Originalhardware. Das Unternehmen eröffnete ein Büro in Kanada.
2019 erfolgte die erfolgreiche Lieferung und Qualifizierung eines Citation Jet CJ1+ FFS Level D. Im Jahr 2020 erhielt AXIS seinen ersten Auftrag als Subsystemlieferant für ein großes europäisches Luft-, Raumfahrt- und Verteidigungsunternehmen. Zudem wurde der ATR72-500 in Asien erfolgreich nach EASA-Standards qualifiziert, und die Installation einer eigenen rehosted-Lösung für ein ATR72-600-Avioniksystem in Irland war erfolgreich.
2022 eröffnete AXIS ein Entwicklungsbüro in Ungarn. Zudem wurde die Produktpalette um untergeordnete Geräte erweitert. Im Jahr 2023 wurde intern die Datenerfassung und -modellierung zur Flugzeugleistung eingeführt, und die Entwicklung des CL 650 FFS sowie des CL 350 FFS, das auf den CL 3500 aufrüstbar ist, begann.

## Wirtschaftspreise
- Fast Forward Award 2012: AXIS Flight Training Systems GmbH wurde von der Wirtschaftskammer Steiermark mit dem Fast Forward Award für das innovativste Produkt des Jahres 2012 ausgezeichnet.
- Exportpreis 2018: Am 7. Juni 2018 erhielt AXIS beim 14. Steirischen Exporttag der Wirtschaftskammer Steiermark den Exportpreis 2018.[2]